# Az Amerikai Egyesült Államok tagállamainak zászlói
Ez a galéria az Amerikai Egyesült Államok 50 tagállamának zászlóit mutatja be. Megtalálhatók itt a ma használatos állami zászlók, a régi történelmi zászlók, a tengeri felségjelek, valamint a szeparatisták zászlói is.

## Forgalomban levő állami zászlók
- Alabama zászlaja
- Alaszka zászlaja
- Arizona zászlaja
- Arkansas zászlaja
- Colorado zászlaja
- Connecticut zászlaja
- Delaware zászlaja
- Dél-Dakota zászlaja
- Dél-Karolina zászlaja
- Észak-Dakota zászlaja
- Észak-Karolina zászlaja
- Florida zászlaja
- Georgia zászlaja
- Hawaii zászlaja
- Idaho zászlaja
- Illinois zászlaja
- Indiana zászlaja
- Iowa zászlaja
- Kalifornia zászlaja
- Kansas zászlaja
- Kentucky zászlaja
- Louisiana zászlaja
- Maine zászlaja
- Maryland zászlaja
- Massachusetts zászlaja
- Michigan zászlaja
- Minnesota zászlaja
- Mississippi zászlaja
- Missouri zászlaja
- Montana zászlaja
- Nebraska zászlaja
- Nevada zászlaja
- New Hampshire zászlaja
- New Jersey zászlaja
- New York zászlaja
- Nyugat-Virginia zászlaja
- Ohio zászlaja
- Oklahoma zászlaja
- Oregon zászlaja
- Pennsylvania zászlaja
- Rhode Island zászlaja
- Tennessee zászlaja
- Texas zászlaja
- Utah zászlaja
- Új-Mexikó zászlaja
- Vermont zászlaja
- Virginia zászlaja
- Washington zászlaja
- Wisconsin zászlaja
- Wyoming zászlaja

## 2024-ben bevezetésre kerülő zászlók
2024 során Utah és Minnesota is új zászlót fog kapni.
- Utah új zászlaja 2024. március 9-én kerül bevezetésre
- Minnesota új zászlaja 2024. május 11-én kerül bevezetésre

## Külterületek és a főváros zászlói
- Washington zászlaja
- Amerikai Szamoa zászlaja
- Guam zászlaja
- Az Északi-Mariana-szigetek zászlaja
- Puerto Rico zászlaja
- Amerikai Virgin-szigetek zászlaja

## Forgalomban levő tengeri felségjelek
Maine és Massachusetts tengeri felségjele különbözik a többi tagállam tengeren használt lobogóitól.
- Maine tengeri felségjele
- Massachusetts tengeri felségjele

## Történelmi állami zászlók
- Alaszka (Orosz-amerikai Társaság)
(1806–1867)
- Arkansas
(1913–1923)
- Arkansas
(1923)
- Arkansas
(1924–2011)
- Alabama
(1861–1865, előlap)
- Alabama
(1861–1865, hátlap)
- Colorado
(1876–1907)
- Colorado
(1907–1911)
- Colorado
(1911–1964)
- Dél-Dakota
(1909–1963)
- Dél-Dakota
(1963–1992)
- Dél-Karolina
(1775–1861)
- Dél-Karolina
(1861. január 26–28)
- Észak-Karolina
(1861–1885)
- Észak-Karolina
(1885–1991)
- Florida
(1861, nem hivatalos)
- Florida
(1868–1900)
- Florida
(1900–1985)
- Georgia
(1861–1965; de facto)
- Georgia
(1879–1902)
- Georgia
(1902–1906)
- Georgia
(1906–1920)
- Georgia
(1920–1956)
- Georgia
(1956–2001)
- Georgia
(2001–2003)
- Illinois
(1915–1969)
- Indiana
(1903–1917)
- Kaliforniai Köztársaság
(1846)
- Kansas
(1916–1917; tervezet)
- Kansas
(1927–1961)
- Kentucky
(1918–1963)
- Louisiana
(1861. január, nem hivatalos)
- Louisiana
(1861. február–1912)
- Louisiana
(1912–2006)
- Louisiana
(2006–2010)
- Maryland
(1904-ig)
- Massachusetts
(1776–1908)
- Massachusetts
(1908–1971)
- Maine
(1901–1909)
- Minnesota
(1893–1957, előlap)
- Minnesota
(1893–1957, hátlap)
- Minnesota
(1957–1983)
- Mississippi
(1861–1865)
- Mississippi
(1894–1996)
- Mississippi
(1996–2001)
- Mississippi
(2001–2020)
- Mississippi
(2020–2021; tervezet)
- Montana
(1905–1981)
- Nebraska
(1917–1925)
- New Hampshire
(1909–1931)
- New Jersey
(1896–1965)
- New York
(1896–1901)
- New York
(1901–2020)
- Nevada
(1905–1915)
- Nevada
(1915–1929)
- Nevada
(1929–1991)
- Nyugat-Florida
(1810)
- Nyugat-Virginia
(1905–1907)
- Nyugat-Virginia
(1907–1929)
- Oklahoma
(1911–1925)
- Oklahoma
(1925–1941)
- Oklahoma
(1941–1988)
- Oklahoma
(1988–2006)
- Oregon
(1900–1925)
- Pennsylvania
(1778–1909)
- Rhode Island
(1877–1882)
- Rhode Island
(1882–1897)
- Tennessee
(1861, tervezet)
- Tennessee
(1897–1905)
- Texasi Köztársaság
(1836–1839)
- Texas
(1839–1879)
- Utah
(1850–1903)
- Utah
(1903–1922)
- Utah
(1922–2011)
- Új-Mexikó
(1912–1925)
- Vermonti Köztársaság, majd Vermont
(1770–1791; 1791–1804)
- Vermont
(1804–1837)
- Vermont
(1837–1923)
- Virginia
(1861–1865)
- Washington
(1923–1967)
- Wisconsin
(1866–1913)
- Wisconsin
(1913–1981)